# Alfonso Gómez-Mena

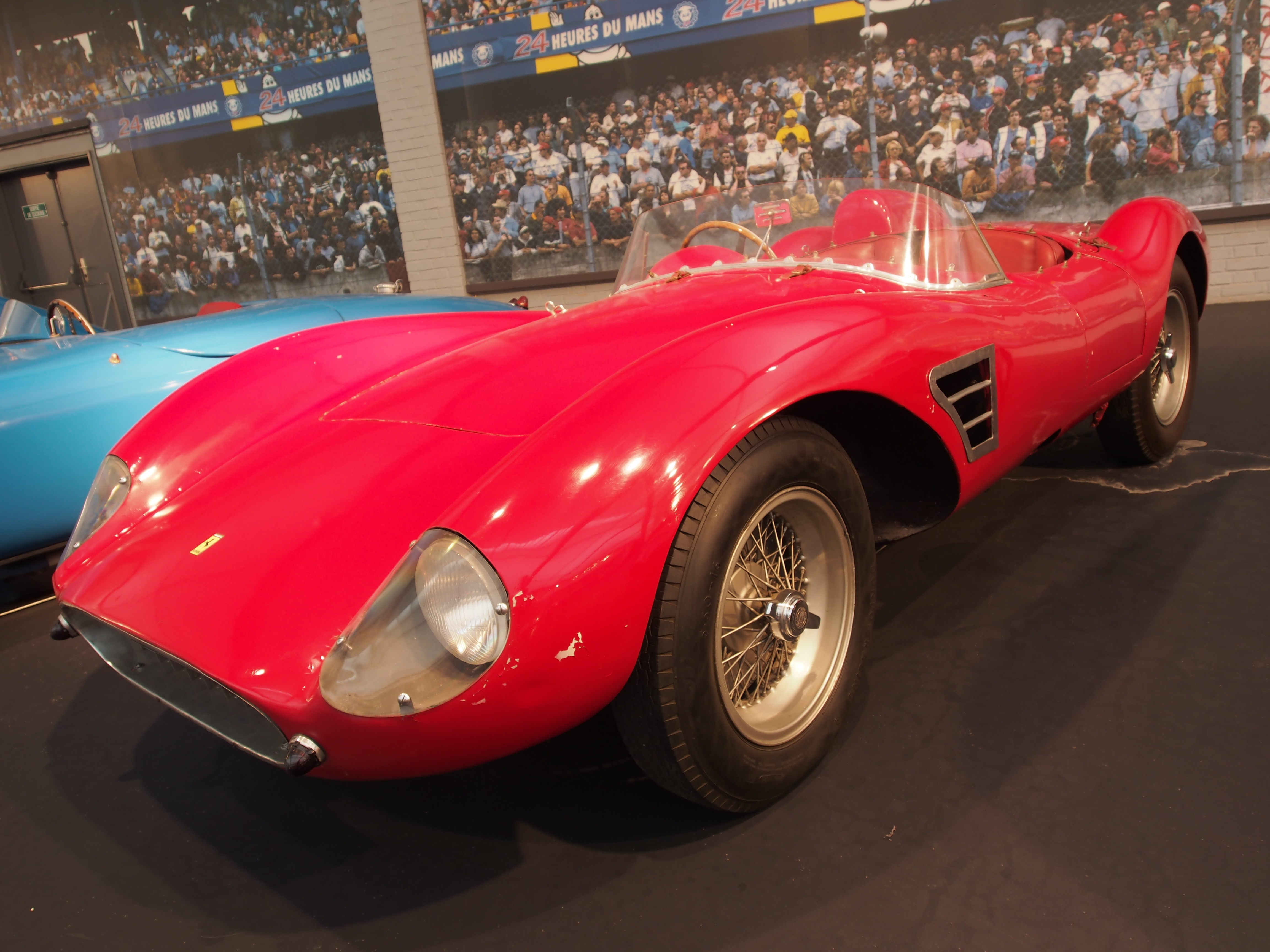
Auf einem Ferrari 500TRC bestritt Alfonso Gómez-Mena das 12-Stunden-Rennen von Sebring 1958

Alfonso Andres Ricardo „Alfonsito“ Gómez-Mena y Vivanco (* 9. Juni 1913 in Havanna; † 27. Juni 1975 in Miami) war ein kubanischer Autorennfahrer.

## Karriere als Rennfahrer
Alfonso Gómez-Mena war Mitglied der Familie Gómez-Mena, in deren Besitz sich die New Gomez-Mena Sugar Company befand, die viele Jahrzehnte den Zucker-Handel auf Kuba kontrollierte. Nach der Machtübernahme durch Fidel Castro und die Kommunistische Partei Kubas wurden die Besitztümer der Familie enteignet. Gomez-Mena emigrierte Anfang der 1960er-Jahre in die Vereinigten Staaten und nahm die US-amerikanische Staatsbürgerschaft an.
In den 1950er-Jahren war Alfonso Gómez-Mena einer der bekanntesten kubanischen Rennfahrer. 1950 hatte er ein Straßenrennen in Havanna gewonnen und wurde 1957 auf einem Jaguar D-Type Sechster beim Großen Preis von Kuba. Das Rennen gewann Juan Manuel Fangio auf einem Maserati 300S vor Carroll Shelby, der einen Ferrari 410 Sport fuhr. Auch 1958 war er beim Großen Preis gemeldet, ging aber nicht ins Rennen. Es war jene Rennveranstaltung, bei der im Vorfeld Juan Manuel Fangio entführt wurde.
1958 gab Gómez-Mena mit dem achten Endrang sein Debüt beim 12-Stunden-Rennen von Sebring, wo er insgesamt viermal am Start war. Seinen einzigen Start beim 24-Stunden-Rennen von Le Mans hatte er 1958, als er gemeinsam mit Piero Drogo einen Ferrari 250TR fuhr. Nach einem Unfall schied er aus.

## Statistik

### Le-Mans-Ergebnisse
| Jahr | Team           | Fahrzeug      | Teamkollege | Platzierung | Ausfallgrund |
| ---- | -------------- | ------------- | ----------- | ----------- | ------------ |
| 1958 | Fernand Tavano | Ferrari 250TR | Piero Drogo | Ausfall     | Unfall       |

### Sebring-Ergebnisse
| Jahr | Team                   | Fahrzeug           | Teamkollege       | Teamkollege             | Platzierung | Ausfallgrund  |
| ---- | ---------------------- | ------------------ | ----------------- | ----------------------- | ----------- | ------------- |
| 1956 | Alfonso Gómez-Mena     | Jaguar D-Type      | Santiago Gonzales |                         | Rang 8      |               |
| 1957 | Alfonso Gómez-Mena     | Jaguar D-Type      | Santiago Gonzales | Ernie Erickson          | Ausfall     | Kolbenschaden |
| 1958 | Scuderia Cuba          | Ferrari 500TRC     | Santiago Gonzales | Manolo Perez de la Mesa | Rang 27     |               |
| 1959 | Auto Sport Club Havana | Ferrari 250 GT LWB | Juan Montalvo     |                         | Rang 20     |               |

### Einzelergebnisse in der Sportwagen-Weltmeisterschaft
| Saison | Team                         | Rennwagen                    | 1   | 2   | 3   | 4   | 5   | 6   | 7   |
| ------ | ---------------------------- | ---------------------------- | --- | --- | --- | --- | --- | --- | --- |
| 1956   | Alfonso Gómez-Mena           | Jaguar D-Type                | BUA | SEB | MIM | NÜR | KRI |     |     |
| 1956   | Alfonso Gómez-Mena           | Jaguar D-Type                | 8   |     |     |     |     |     |     |
| 1957   | Alfonso Gómez-Mena           | Jaguar D-Type                | BUA | SEB | MIM | NÜR | LEM | KRI | CAR |
| 1957   | Alfonso Gómez-Mena           | Jaguar D-Type                | DNF |     |     |     |     |     |     |
| 1958   | Scuderia Cuba Fernand Tavano | Ferrari 500TRC Ferrari 250TR | BUA | SEB | TAR | NÜR | LEM | RTT |     |
| 1958   | Scuderia Cuba Fernand Tavano | Ferrari 500TRC Ferrari 250TR |     | 27  |     |     | DNF |     |     |
| 1959   | Auto Sport Club Havana       | Ferrari 250 GT               | SEB | TAR | NÜR | LEM | RTT |     |     |
| 1959   | Auto Sport Club Havana       | Ferrari 250 GT               | 20  |     |     |     |     |     |     |